# North East Derbyshire
North East Derbyshire är ett distrikt (motsvarande kommun) i grevskapet Derbyshire i England, Storbritannien. Distriktet har 103 783 invånare (2022).
Större orter är Clay Cross, Dronfield och Wingerworth. Distriktet är indelat i 24 civil parishes.